# Aeroportul Wiley Post
Aeroportul Wiley Post (IATA: PWA, ICAO: KPWA, FAA LID: PWA) este un aeroport din Oklahoma, Statele Unite ale Americii ce deservește zona Oklahoma City. Aeroportul a fost tranzitat în 2019 de 246 de pasageri.
Situat la o altitudine de 396 m, aeroportul dispune de 3 piste.

## Infrastructură

### Piste
Aeroportul dispune de 3 piste: 
- pista 13/31 din beton, cu dimensiunile 4.214 picioare × 100 picioare
- pista 17L/35R din beton, cu dimensiunile 7.199 picioare × 150 picioare
- pista 17R/35L, cu dimensiunile 5.002 picioare × 75 picioare